# Эпик, Армин Александр
А́рмин Александр Э́пик (эст. Armin Aleksander Öpik, 24 июня 1898 Кунда, Эстляндская губерния, Российская империя — 15 января 1983 Канберра, Австралия) — австралийский географ и палеонтолог эстонского происхождения, проработавший значительную часть своей жизни (начиная с 1948 г) в австралийском бюро минеральных ресурсов.

## Биография
Эпик родился в деревне Лонтова  Эстляндской губернии Российской империи (ныне Кунда, Эстония). Отец Эпика был начальником порта в Кунде. У него было шесть детей (дочь и пять сыновей). Брат Армина Пауль был управляющим банком, его сестра Анна была филологом и свободно говорила на 14 языках, включая санскрит. Другой брат Армина Эрнст был известным астрономом. Во время Первой Мировой войны Эпик познакомился с Барбарой Поташко (ум. в 1977 году в Канберре), которая впоследствии стала его женой. У них родились три дочери и сын. В основном Эпик известен благодаря своему вкладу в изучение отложений и останков Кембрийского периода и Нижнего Ордовика в Северной Австралии.

## Жизнь и деятельность в Эстонии
В 1917 году Эпик с отличием окончил Николаевскую гимназию. После этого поступил в Тартуский университет на отделение геологии и минералогии. В том же университете он впоследствии год проработал преподавателем (1929—1930). В 1930 году он стал профессором геологии и палеонтологии и руководителем Геологического института и музея вплоть до 1944 года. В Эстонии Эпик опубликовал немало научных статей, посвящённых таким темам, как стратиграфия, анализ вулканических горных пород, палеогеография и биостратономия Кембрия и Нижнего ордовика. Эпик занимался также изучением ордовикских плеченогих и ракушкообразных и опубликовал монографии на эту тему. В 1937 году Эпик опубликовал труд Trilobiten aus Estland (с нем. — «Трилобиты Эстонии»). В 1944 году Эпик был вынужден бежать вместе с семьёй от наступающих советских войск. Ему пришлось прожить в лагере для перемещённых лиц в Германии вплоть до 1948 года, когда Эпик и вся его семья перебрались в Австралию.

## Работа в Австралии
Переезду Эпика в Австралию активно содействовали К. Тайхерт и Г. Раггарт, который был руководителем только что образованного австралийского бюро минеральных ресурсов. Он же помог Эпику с трудоустройством в отделение бюро в Мельбурне. Через год он переехал в Канберру (1949). В период с 1952 по 1982 год Эпик опубликовал 27 трудов по кембрийской стратиграфии и палеонтологии, попутно занимаясь ещё и изучением отложений девонского периода на территориях, прилегающих к австралийской столице. Он дал описание 94 новым родам и 294 новым видам кембрийских трилобитов. В 1962 году Эпик стал членом Австралийской академии наук.